# Sjörröd
Sjörröd är en tätort i Hässleholms kommun i Skåne län, belägen vid Finjasjön cirka tre kilometer söder om Hässleholm.

## Befolkningsutveckling
| Befolkningsutvecklingen i Sjörröd 1960–2020 | Befolkningsutvecklingen i Sjörröd 1960–2020 | Befolkningsutvecklingen i Sjörröd 1960–2020 | Befolkningsutvecklingen i Sjörröd 1960–2020 | Befolkningsutvecklingen i Sjörröd 1960–2020 |
| ------------------------------------------- | ------------------------------------------- | ------------------------------------------- | ------------------------------------------- | ------------------------------------------- |
|                                             |                                             |                                             |                                             |                                             |
| År                                          |                                             |                                             | Folkmängd                                   | Areal (ha)                                  |
| 1960                                        | 1960                                        |                                             | 224                                         |                                             |
| 1965                                        | 1965                                        |                                             | 202                                         |                                             |
| 1990                                        | 1990                                        |                                             | 445                                         | 175                                         |
| 1995                                        | 1995                                        |                                             | 478                                         | 175                                         |
| 2000                                        | 2000                                        |                                             | 530                                         | 188                                         |
| 2005                                        | 2005                                        |                                             | 672                                         | 199                                         |
| 2010                                        | 2010                                        |                                             | 1 077                                       | 213                                         |
| 2015                                        | 2015                                        |                                             | 1 169                                       | 166                                         |
| 2020                                        | 2020                                        |                                             | 1 470                                       | 170                                         |
| Anm.: Ej tätort 1970-1980                   |                                             |                                             |                                             |                                             |